# The Pines Beach
The Pines Beach – miasto w Nowej Zelandii, na Wyspie Południowej, w regionie Canterbury.